# Henk Verheezen
Henk Verheezen (Heerlen, 26 augustus 1954) is een voormalig Nederlandse profvoetballer die voor FC VVV heeft gespeeld.	
Als speler van het Limburgs amateurelftal kwam Verheezen al op jeugdige leeftijd in de belangstelling te staan van Roda JC. In 1975 wist FC VVV-trainer Rob Baan hem alsnog over te halen om van eersteklasser KEV naar het betaald voetbal over te stappen. De linkerspits maakte zijn competitiedebuut namens FC VVV op 14 december 1975 in een uitwedstrijd bij SC Veendam (1-1). Verheezen verliet de Venlose profclub na twee seizoenen en keerde terug naar de amateurs, waar hij nog uitkwam voor RKVV Voerendaal, KEV, Wit-Groen VC, alvorens hij zijn actieve loopbaan in 1985 afsloot op het oude nest bij KEV.
Na zijn spelersloopbaan was Verheezen nog jarenlang werkzaam als trainer in het amateurvoetbal, bij onder meer Hopel, Rapid, Miranda, Bekkerveld, Walram, Bekkerveld, LHC en opnieuw Bekkerveld.

## Statistieken
| Seizoen         | Club            | Competitie      | Competitie | Competitie | Beker | Beker | Nacompetitie | Nacompetitie | Totaal | Totaal |
| Seizoen         | Club            | Competitie      | Wed.       | Dlp.       | Wed.  | Dlp.  | Wed.         | Dlp.         | Wed.   | Dlp.   |
| --------------- | --------------- | --------------- | ---------- | ---------- | ----- | ----- | ------------ | ------------ | ------ | ------ |
| 1975/76         | FC VVV          | Eerste divisie  | 5          | 0          | 0     | 0     | 0            | 0            | 5      | 0      |
| 1976/77         | FC VVV          | Eredivisie      | 0          | 0          | 0     | 0     | —            | —            | 0      | 0      |
| Carrière totaal | Carrière totaal | Carrière totaal | 5          | 0          | 0     | 0     | 0            | 0            | 5      | 0      |